# فرودگاه کوبار
فرودگاه کوبار (به انگلیسی: Cobar Airport) یک فرودگاه همگانی با کد یاتا CAZ است که یک باند فرود آسفالت دارد و طول باند آن ۱۵۱۹ متر است. این فرودگاه در کشور استرالیا قرار دارد و در ارتفاع ۲۲۱ متری از سطح دریا واقع شده‌است.